# W52
W52 — термоядерная боеголовка, разработанная для баллистической ракеты малой дальности MGM-29 Sergeant, используемой армией США с 1962 по 1977 год. W52 имеет диаметр 24 дюйма (610 мм), длину 57 дюймов (1450 мм) и вес 430 килограммов. Она имела мощность в 200 килотонн и поступила на вооружение одновременно с подписанием советско-американских соглашений об обоюдном запрете ядерных испытаний (впоследствии, когда испытания были возобновлены, вскрылись конструктивные недостатки W52). Боеголовка была разработана Лос-Аламосской национальной лабораторией. В ходе разработки и испытаний произошло два чрезвычайных происшествия, в которых погибло четверо сотрудников лаборатории, в обоих случаях имела место детонация инициирующего взрывчатого вещества химического взрывателя. Производилась с середины 1962 по начало 1966 года, находилась на вооружении до 1974 года, на складском хранении до 1977 года, после чего хранившиеся запасы были утилизированы и пошли на создание новых боеголовок. Серийное производство боеголовок W52 было налажено на Бёрлингтонском атомном заводе, обслуживавшемся компанией General Mills (до 1963 года), а затем Mason & Hanger-Silas Mason Co. (с 1963 года) по заказу Комиссии по атомной энергии США. В общей сложности были произведены 300 боеголовок W52.
Исследователь Чак Хансен (Chuck Hansen) утверждает, основываясь на своих исследованиях ядерной программы США, что термоядерная боеголовка W52 и ядерная боеголовка W30 использовали общий дизайн деления первой стадии, и что этот дизайн был прозван Boa primary

## Надёжность
Было выпущено три модели W52: Mod 1, Mod 2 и Mod 3. Испытание боеголовки, проведенное в 1963 году, провалилось, показав, что модели  Mod 1 и Mod 2 W52 были по сути бесполезны. Mod 3 впоследствии была переработана, чтобы работать должным образом.
Неудачи конструкции Mod 1 и 2 W52, наряду с ранними проблемами боеголовок W45 и W47, по-прежнему активно используются в дискуссии о надёжности американского ядерного оружия в будущем, без продолжения ядерных испытаний

## Внешние ссылки
- Allbombs.html список всего американского ядерного оружия в nuclearweaponarchive.org